# S5 0014+81
S5 0014+81は、天の北極近くのケフェウス座の方向にある広い吸収線を持つクエーサーである。中心部には、これまで発見された中で最大級のブラックホールを有すると考えられている。

## 特徴

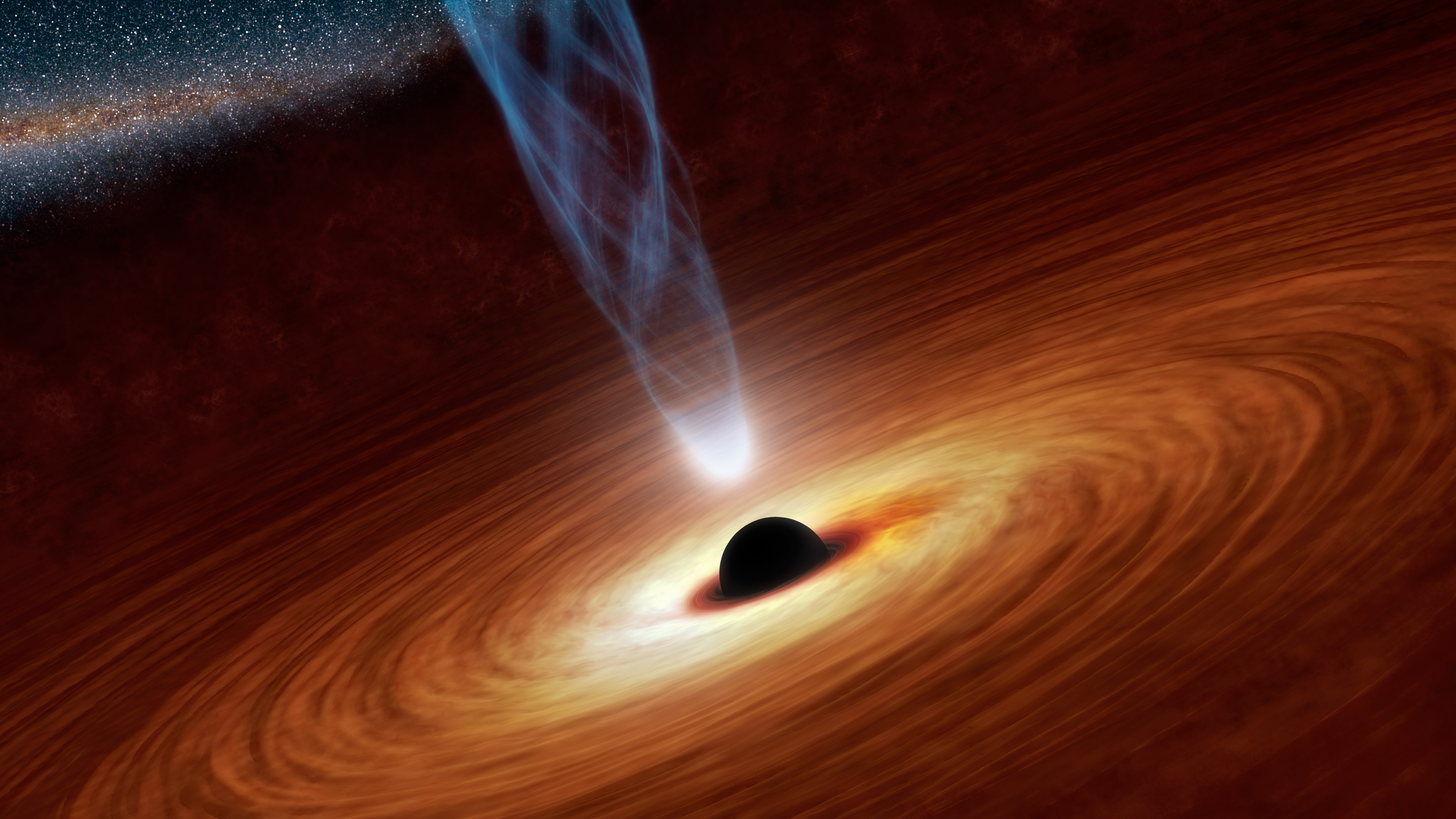
超大質量ブラックホールが降着円盤の物質を飲み込み、宇宙ジェットを放っているイメージ図

S5 0014+81は「ブレーザー」で、実際には活動銀河核として知られる天体の中でも最もエネルギッシュな、OVVクエーサーである。活動銀河核は、中心の超大質量ブラックホールによる物質の急速な降着によって、重力エネルギーが光エネルギーに変わることで、宇宙論的距離を隔ててもなお光学的に捉えることができる。S5 0014+81は最も光度の大きなクエーサーの一つで、その光度の合計は1041Wを超え、絶対等級では-31.5等に達する。つまり太陽の3×1014倍、天の川銀河の1000億から4000億ある全ての恒星を合わせた明るさの25000倍の明るさとなる。しかしながら、121億光年という距離のため、分光法によってしか研究できない。クエーサー中央のブラックホールは毎年太陽の4000倍もの極めて膨大な質量を飲み込んでいる。
このクエーサーはガンマ線やX線から電波に至るあらゆる波長において非常に強力な放射線源でもある。この天体は赤方偏移を持つ他のクエーサーや恒星と同じく非常に遠くに存在している。そのため一般的な赤方偏移や測光赤方偏移を用いた手法では天体までの距離の測定が難しく、他の特殊な技術を用いて距離が測定された。
このクエーサーの名称の S5 はケンブリッジ電波源カタログの第5版 (Fifth Survey of Strong Radio Sources) 、0014+81 は1950.0分点での座標に由来する。同じくケンブリッジ電波源カタログの第6版 (Sixth Cambridge Survey of Radio Sources) に由来する6C B0014+8120という名称も用いられる。

## 超大質量ブラックホール
S5 0014+81は、FSRQ（均一スペクトル電波クエーサー）で、超大質量ブラックホールを銀河の中心に持つ巨大な楕円銀河である。このブラックホールが強烈な活動の原因と考えられている。
2009年に天文学者のチームはこのブラックホールの質量を測定するために、スウィフトを用いてこの銀河の光度を観測した。驚くべきことに、S5 0014+81の中心部のブラックホールは、天の川銀河の中心部のブラックホールの実に10000倍、太陽の400億倍、という結果が得られた。これは、既知のブラックホールの中で最大級のものの1つとなり、60年近く最大のブラックホールと考えられていたM87のブラックホールの6倍以上の質量であった。そのため「ultramassive black hole（極大質量ブラックホール）」とも名付けられた。このブラックホールのシュワルツシルト半径は1183.5億kmとなる。つまり、事象の地平面の直径は2367億km、およそ1600auと冥王星の公転軌道の約40倍に当たる。また質量は大マゼラン雲の4倍になる。さらに驚くべきことは、このような怪物的なブラックホールがビッグバンの後のわずか16億年後という宇宙の初期に生まれていたことである。これは超大質量ブラックホールが非常に早く成長することを示唆している。
ただし、この研究結果にはいくつかの警告もある。第一に、この調査結果は間接的に質量を計測しており、ケプラーの法則による評価がなされていない。S5 0014+81ほどに明るいクエーサーはありそうになく、近くの星がより強く輝いているせいで正確性を欠く推定となっている。第二に、使われたスペクトルが長波長のものであるため、このクエーサーの特徴の説明となっていない。第三に、クエーサーを囲う降着円盤が、エディントン光度の40%もの光度で輝いており、ブラックホールの重力の影響を振り切って円盤を吹き飛ばすほどの強い放射圧が発生している。そのため観測された特徴は、ダストとガスに介在する未知の効果によるものである。しかしながら、ブラックホールの質量だけが観測されたクエーサーが放出する力を説明することができるので、極大質量ブラックホールの可能性は完全に除外されていない。
S5 0014+81のブラックホールの質量に基づく進化モデルは、このブラックホールがホーキング放射によって消滅するまで、おおよそ1.342×1099年掛かると予想している（これは宇宙のブラックホールの時代の終焉に近く、現在の宇宙の年齢の1088倍以上である。）。しかしながら、ブラックホールの質量は増大し続けているので、消滅の時はより遅くなるであろう。